# Chalya, Channarayapatna
Chalya là một làng thuộc tehsil Channarayapatna, huyện Hassan, bang Karnataka, Ấn Độ.